# Shinji Mikami
Shinji Mikami (三上真司 Mikami Shinji?) (Iwakuni, Japón, 11 de agosto de 1965) es un diseñador de videojuegos japonés. Es conocido por videojuegos como Resident Evil (1996), Dino Crisis (1999), Resident Evil 4 (2005), The Evil Within (2014) y su última producción Ghostwire: Tokyo (2021).

## Biografía
Creció en la prefectura de Yamaguchi, región de Chugoku. En su adolescencia desarrolló interés por el cine de terror: "para mi, la obsesión estaba en pensar lo que hubiese hecho diferente si estuviese en la piel del protagonista..", esto influenció su posterior desarrollo del género Survival horror. Se graduó de la Facultad de Economía de la Universidad Doshisha con maestría en mercadotecnia.

## Capcom
Mikami entró a trabajar en Capcom en 1989-90. Inicio como planeador de videojuegos (con licencia de Disney) y en 1993 como diseñador en el Goof Troop para el Súper NES. Con inspiración en el videojuego Sweet Home (1989), así como en la obra de George Romero, el proyecto de Mikami tomó forma y en 1996, salió Biohazard.
Posterior al éxito de Resident Evil, fue designado productor de la secuela. Como director dio oportunidad a jóvenes creadores como Hideki Kamiya (Devil May Cry, Okami) y Shu Takumi (Ace Attorney, Ghost Trick).

## Primeros éxitos

### Resident Evil (1996)
A pesar del moderado éxito que Shinji Mikami había obtenido en sus anteriores participaciones, su camino a la fama se inició por medio de un videojuego de terror que terminaría consolidando un nuevo género dentro del mundo de los videojuegos: survival horror. El videojuego de una película de terror japonesa del mismo nombre. También se percibía la influencia de un famoso juego de PC llamado Alone in the Dark. La temática del juego, que incluía zombis, se basaba en la película Night of the Living Dead de George Romero. Pero Biohazard reunía ciertas cualidades que le apartaban del resto de videojuegos de temática similar y se convirtió en el videojuego más representativo de su género.
Publicado el 22 de marzo de 1996 para la consola PlayStation y posteriormente para Sega Saturn, Biohazard era un juego menos metódico que Alone in the Dark y con más elementos de acción. Los personajes eran generados en 3D por medio de polígonos y se movían en escenarios prerrenderizados. El juego se convertiría en un éxito comercial llegando a venderse 2.750.000 copias en todo el mundo.
Posteriormente fue publicado un remake del videojuego para Game Cube de Nintendo en 2002, con unos gráficos actualizados y algunas nuevas características jugables. También se desarrolló una versión para Nintendo DS llamada Resident Evil: Deadly Silence, el cual introdujo el uso de algunas capacidades de la videoconsola como la pantalla táctil y el micrófono; la más notable es la adición de un modo multijugador.

### Resident Evil 2 (1998)
Mikami en seguida se puso a trabajar en la secuela de Resident Evil, esta vez como productor. Tan solo unos meses después del debut del primer juego ya se estaba mostrando una muestra del progreso de Biohazard 2 en la feria Tokyo Games Show 96.
Se planeó poner a la venta el juego en marzo de 1997. El progreso del proyecto prosiguió sin muchos contratiempos, lo que apuntaba a que se lograría cumplir con la meta fijada. Sin embargo, Shinji se sentía insatisfecho con la dirección que el juego había tomado y optó por desechar gran parte del juego y comenzarlo de nuevo. El cargo de director de Resident Evil 2 se asignó a Hideki Kamiya. Como consecuencia de tal decisión, la publicación del juego se retrasó casi un año.
Mikami trabajó durante ese período en una versión renovada del primer juego, que llevaría como título Resident Evil: Director's Cut. Fue publicado exclusivamente para la consola PlayStation y contenía modificaciones en la jugabilidad y un demo de Resident Evil 2.
En enero de 1998 finalmente se puso a la venta Resident Evil 2, un videojuego que actualmente conserva la corona como el juego de la serie que más unidades ha vendido, con 5.960.000 copias.

### Dino Crisis y Resident Evil 3: Nemesis (1999)
En 1999 debutó otra franquicia creada por Mikami, inspirada en el concepto de Biohazard y también en la película Jurassic Park: Dino Crisis. El juego se convirtió en un éxito en cuanto a ventas, alcanzando la cifra de 2.400.000 unidades en la consola PlayStation.
Ese mismo año se puso a la venta la tercera entrega de la franquicia Resident Evil con el título Resident Evil 3: Nemesis.

## Production Studio 4 (1999)
Quizá para asegurarse que su famosa franquicia de horror no sufriera una muerte prematura, Capcom decidió crear en 1999 un equipo dentro de la compañía que se encargara exclusivamente en desarrollar las eventuales secuelas de Resident Evil. El equipo sería nombrado Production Studio 4 y el trabajo de gerente general del equipo, se asignaría a Shinji Mikami.
Como siguiente meta para el recién creado equipo, estaba la tarea de desarrollar la cuarta entrega de la serie Resident Evil. Puesto que Mikami deseaba revitalizar la franquicia con el cuarto juego, consideraba imperioso crear un juego que no fuese una simple secuela.

### Resident Evil Code: Veronica (2000)
Pero antes sirvió como productor de Biohazard Code: Veronica, un juego que no fue desarrollado por Production Studio 4 ya que dicho equipo se encontraba desarrollando Resident Evil 4. El juego Code: Veronica se puso a la venta en 2000 exclusivamente para la consola de SEGA Dreamcast, donde alcanzó a vender 1.140.000 unidades.

### Dino Crisis 2 y Resident Evil Code: Veronica X (2001)
Mikami trabajó también en la secuela de Dino Crisis como productor ejecutivo. Dino Crisis 2 mantendría su exclusividad en el sistema PlayStation. Y desde su debut en 2001, Dino Crisis 2 ha logrado vender 1.190.000 copias.
En 2001, una edición especial de Biohazard Code: Veronica se desarrolló para Dreamcast en Japón, que buscaba aclarar detalles de la historia. La edición se le conoció como Biohazard Code: Veronica Complete Edition. El mismo año, una versión del juego se editó para las consolas Nintendo Game Cube y PlayStation 2, que se distribuyó en el resto del mundo con el título: Resident Evil Code: Veronica X. Dicha versión del juego alcanzó ventas de 2.400.000 unidades.

## Mikami se muda a Game Cube
En septiembre de 2001, Mikami celebró una conferencia de prensa. Entre los asistentes, se encontraba Shigeru Miyamoto, el creador de Mario y Zelda. La razón de la conferencia, era para anunciar el renacimiento o "rebirth" de la franquicia Resident Evil. Mikami se proponía a trasladar toda la serie numérica hacia el sistema de Nintendo que estaba en vigencia en esa época, la Game Cube. Y anunció que 3 juegos se desarrollarían exclusivamente para dicha consola de videojuegos. A saber: Resident Evil Ø, Resident Evil (conocido entonces como Resident Evil REmake[cita requerida]) y Resident Evil 4.
Tal decisión resultó ser un duro golpe para los usuarios de PlayStation 2, ya que se les había prometido Resident Evil 4. Pero Mikami aclaró que había experimentado limitaciones al desarrollar videojuegos en el sistema PlayStation 2. Basándose en tal experiencia, Mikami consideró que para crear el mejor Resident Evil posible, Game Cube era la consola indicada.
En todo caso, la serie numérica de Resident Evil terminó en una consola de Nintendo. Resident Evil Ø era un juego que se encontraba ya en pleno desarrollo para Nintendo 64. El proyecto, que tenía un 40% de progreso, se trasladó de inmediato a Game Cube. En cuanto a Mikami, éste se había centrado personalmente en el desarrollo de la nueva versión de Resident Evil 1 tomando el papel de director del juego.

### Resident Evil o REmake (2002)
Resident Evil para plataformas de Nintendo salió a la venta exclusivamente para la videoconsola Nintendo Game Cube el 22 de marzo de 2002, la misma fecha que marcaba el sexto aniversario del juego original. REmake sería la versión definitiva que Mikami siempre había imaginado. Capcom había estimado que se venderían un millón de copias del juego; pero las ventas de REmake rompieron las expectativas de la compañía nipona al vender 1.250.000 unidades.

### Resident Evil Gaiden (2002)
El 4 de julio de 2002, salió a la venta Resident Evil Gaiden, un juego para la GameBoy Color. En ese juego, Mikami sirvió como consejero.

### Resident Evil Ø (2002)
El 12 de noviembre, debutó en América el juego Resident Evil Ø. El juego introduciría algunos cambios en la jugabilidad, pero no los suficientes para ser un título innovador. Se venderían alrededor de 1.190.000 copias del juego. Y a pesar de lograr vender tal cantidad, REØ no cumplió con las expectativas de Capcom, que esperaba que superara las ventas generadas por RE-make.
Resident Evil Ø recibió en general críticas aceptables. Pero Shinji Mikami pudo advertir que las críticas que se realizaban, mencionaban el hecho de que la serie de Resident Evil seguía reciclando los mismos elementos. Y dichos elementos ya empezaban a sentirse desfasados. Básicamente, Mikami pudo leer la escritura en la pared y se dio cuenta de que si continuaba por el mismo camino, la serie no se encaminaba a un renacimiento, sino a un prematuro entierro. Tal entendimiento, terminaría influenciando una futura decisión de Mikami, en cuanto al camino que Resident Evil 4 debería de tomar.

### Capcom 5
En octubre de 2002 se celebró una conferencia de prensa en donde se hizo público que al menos 5 juegos se realizarían de manera exclusiva para el sistema de Nintendo. Se les conocía a los juegos, como Capcom 5. Consistían de los siguientes juegos: P.N. 03, Viewtiful Joe, Dead Phoenix, Killer 7 y Resident Evil 4.
La idea detrás del Capcom 5, era producir juegos que rompieran el esquema y que fuesen preferentemente desarrollados por equipos pequeños. Los 5 juegos serían supervisados por 5 ilustres directores del Production Studio 4. A saber: Hiroki Kato (Dead Phoenix), Gouichi Suda (Killer 7), Hideki Kamiya (Viewtiful Joe), Niroshi Shibata (Resident Evil 4) y Shinji Mikami (P.N. 03). Desde el principio, los juegos serían diseñados para manejar conceptos inusuales y nada ordinarios.
El primero de los juegos del Capcom 5 en ser publicado fue P.N. 03. El juego no fue muy bien recibido por la crítica y por la mayoría de los jugadores. Terminó teniendo ventas por debajo de las expectativas de Capcom. Algo similar ocurrió con Killer 7, que si bien consiguió buenas críticas por parte de la prensa, tuvo bajas ventas. Viewtiful Joe gozó de mejor suerte y se convirtió en un éxito moderado en Game Cube, al grado que se vendieron todas las existencias del primer envío de este título. Eventualmente, Viewtiful Joe se convertiría en una nueva franquicia para Capcom.
En cuanto a Dead Phoenix, este juego no tuvo la oportunidad de mantenerse en desarrollo, ya que Capcom había perdido la paciencia y canceló no solo ese juego, sino muchos otros que estaban en desarrollo para todas las consolas de la época. Y es que Capcom había sufrido pérdidas de 163 millones de dólares al finalizar el año fiscal 2002.

## Las reformas de Capcom (2003)
Capcom hizo público el 18 de abril de 2003, que varios juegos claves de la compañía que se habían lanzado en el 2002, no alcanzaron cumplir las expectativas en cuanto a ventas. Resident Evil Ø (GC), el cual se esperaba que vendiera 1.42 millones de copias, solo logró vender 1.12 millones. Otro juego que no cumplió con las expectativas, fue Devil May Cry 2 (PS2), que vendió 1.4 millones de copias en vez de vender 1.66 millones. Clock Tower 3 (PS2) también significó un fallo al vender tan solo 250.000 copias en vez de las esperadas 450.000 copias. El lanzamiento de los juegos Chaos Legion (PS2) y P.N. 03 (GC) no tuvieron el efecto deseado de subsanar las pérdidas del año fiscal 2002. Por lo mismo, se cancelaron cerca de 20 juegos de 100 que estaban en pleno desarrollo.
Como consecuencia directa de tales pérdidas millonarias, Capcom inició en el 2003 una serie de reformas internas que afectarían de sobremanera el estado de exclusividad de varios de sus juegos, incluidos los que formaban parte del Capcom 5. La compañía ya había hecho un comunicado público al inicio del año, en donde aclaraba que los juegos que integraban Capcom 5 no tenían calidad de exclusivos. Con la sola excepción de Resident Evil 4, que aún conservaría su exclusividad en Game Cube.
Para Shinji Mikami, las reformas ejercidas por Capcom le hicieron sentir un poco responsable. Tan pronto y reconoció el fracaso comercial de P.N. 03, decidió renunciar de su puesto como gerente general de Production Studio 4. En cambio, se dedicó a supervisar el aspecto creativo del afamado equipo de desarrollo y tomó las riendas del juego Resident Evil 4, suplantando como director a Hiroshi Shibata.

## Resident Evil 4: El Renacimiento
El desarrollo de Resident Evil 4, hasta ese momento, se había llevado a cabo sin muchos cambios con respecto a las anteriores entregas de la serie. RE4 conservaba la cámara fija y el mismo esquema para los controles y la jugabilidad. Sin embargo, Mikami recordaba la experiencia dejada por Resident Evil Ø, un juego que fue criticado por reciclar demasiados elementos de la serie que se sentían ya caducos en la actualidad. En consecuencia, Mikami decidió realizar cambios radicales en la estructura de Resident Evil 4, cambiando la jugabilidad metódica y pausada, por una jugabilidad que involucraba mayor acción e interactividad por parte del jugador. La perspectiva de la cámara tuvo que cambiar también, para ajustarse al nuevo sistema para disparar que ahora se había incorporado en RE4. Como resultado, una perspectiva en 3.ª persona se implementó. El argumento del juego se apartó lo más posible de la historia que se había manejado en los anteriores juegos de la serie. Eso con la idea de mover la franquicia hacia adelante y no estancarse con temas que ya se habían explorado hasta la saciedad, en las anteriores entregas.
El productor del juego, Hiroyuki Kobayashi, aclaró algunos detalles de la producción de RE4 en una entrevista para ign.com. Mencionó que Mikami fue responsable de la nueva perspectiva utilizada por RE4. También fue su idea que el juego emulara la apariencia "widescreen", así como el añadir al monstruo conocido como El Gigante. Pero enfatizó que RE4 era definitivamente una colaboración entre todos los miembros de R&D4. Todos ellos estaban de acuerdo con renovar la serie.
Como resultado de esa colaboración, el desarrollo de Resident Evil 4 sufrió cambios sustanciales durante su fase de producción bajo la batuta de Mikami.

### Resident Evil 4 pierde la exclusividad
A medida que se acercaba la fecha de lanzamiento de RE4, los accionistas que habían invertido en Capcom, presionaron a dicha compañía para que permitiera que el juego saliera para PS2, donde esperaban mayores ganancias económicas. El mismo clamor se escuchó por parte de los usuarios de la consola de Sony, quienes exigían no ser ignorados.
A partir de 2003, empezaron a surgir los rumores de que el juego perdería su exclusividad. Más de una vez, Capcom tuvo que emitir un comunicado desmintiendo tales rumores. Luego la revista Game Informer propagó la noticia a principios del 2004 de que el rumor era cierto. La página webign.com se comunicó con Capcom para confirmar el rumor. Nuevamente, Capcom lo desmintió.
Sin embargo, a principios de 2005 y a solo unos cuantos días antes del debut de RE4 en la consola Game Cube, se hizo público que efectivamente el juego sería adaptado para la consola PS2. Se aclaró que la versión para la consola de Sony, se retrasaría al menos 9 meses con respecto a la versión original.
Se sabe que tal noticia no fue del agrado de Mikami. Aparecieron reportes desde Japón en donde se le escuchó comentar que abandonaría la creación de más juegos de Resident Evil y que se concentraría en otros proyectos. Y dejó en claro que no participaría en la adaptación de RE4 para el sistema PS2. También se supo que miembros del equipo original se mostraron solidarios con Mikami y se habían negado a trabajar en la mencionada adaptación.
En consecuencia, la labor de realizar la adaptación de RE4 para el PS2 recayó en Masachika Kawata, quien no se sintió desanimado por la negativa de Mikami de participar en el proyecto. Kawata confirmó posteriormente, que durante momentos claves del desarrollo de la versión de RE4 para el PS2, acudió a Mikami para que le aconsejara.

### Resident Evil 4 a la venta (2005)
El 11 de enero de 2005, después de varios inicios fallidos en la producción y aparentes problemas internos entre Mikami y sus superiores, el juego Resident Evil 4 salió a la venta para Game Cube. Pronto se convertiría en uno de los juegos más exitosos de la consola de Nintendo, alcanzando a vender más de 1.250.000 de copias en menos de un año. Para Marzo de 2006, se habían vendido 1.450.000 copias del juego.
La versión para Playstation 2 se publicó el 25 de octubre, de 2005. Y gozó de la misma aceptación y reconocimiento por parte de la crítica y los jugadores. Gracias a la enorme base de usuarios de esa consola, Resident Evil 4 para PS2 logró vender 1.900.000 de copias en un periodo de seis meses.

### Resident Evil 4: El más galardonado
Resident Evil 4 fue alabado por igual tanto por la crítica especializada, como por los videojugadores en general. Se le denominó juego del año por numerosas publicaciones y páginas web en todo el mundo. En Japón, RE4 ganó el premio "A la Excelencia" otorgado por CESA. Prácticamente todos reconocían que gracias a RE4 existía mucho más interés en la serie y ya se escuchaba hablar de Resident Evil 5 con gran expectación.

## Clover Studio
Con el éxito de RE4 Mikami dejó Studio 4 para formalizar Clover Studio con Atsushi Inaba y Hideki Kamiya.
Mikami supervisó el desarrollo de God Hand (PS2), un juego del género Beat'em-up que parodia la cultura popular estadounidense y japonesa.
El 12 de octubre, Capcom hace público que en marzo de 2007, disolverá Clover Studio. También dejarían de existir dos estudios más, Studio 8 y Capcom Eurosoft. Eso como parte de las reformas que se habían iniciado en el 2003.
Aunque se rumora la salida de Shinji Mikami de las filas de Capcom, se hizo público que habían llegado a un acuerdo contractual, en donde quedaba establecido que dicho contrato podría terminarse en cualquier momento, si una de las partes lo consideraba conveniente. También tenía el contrato, la característica de ser renovable.
El juego Resident Evil 5 es de hecho, el primer juego de la serie numérica que no cuenta con su participación.

## Mikami y Seeds Inc.
En febrero de 2007, varios exmiembros de Clover Studio unieron sus fuerzas para crear una nueva compañía de videojuegos, llamada Seeds Inc.
La compañía fue específicamente creada por Atsushi Inaba para "regresar a las raíces" de lo que se proponían hacer anteriormente con Clover Studio. Inaba ha trabajado en varios juegos importantes de Capcom como Phoenix Wright, Devil May Cry, Resident Evil: Code Veronica y Okami.
Posteriormente, se unieron a Sega formando Platinum Games.

## Platinum Games
Platinum Games, formada por exmiembros de Clover Studios, ha comenzado a producir hasta la fecha cuatro videojuegos, todos exclusivos de Sega. En dos de ellos intervino Mikami; se trata de MadWorld, un videojuego de extrema violencia para Wii; y de Vanquish, un arcade de acción para PlayStation 3 y Xbox 360.

## Electronic Arts
Fue productor junto con Goichi Suda de Grasshoper Manufacture (creador de No More Heroes y Killer 7) y la compañía Electronic Arts en el juego Shadows of the Damned un juego que pertenece al género de Survival horror.

## Tango Gameworks
El 1 de marzo de 2010, junto a 12 personas más, fundó la compañía Tango Gameworks. Al inicio, la compañía no tenía proyectos específicos y esto derivó en una crisis financiera que culminó con la adquisición por Bethesda Softworks, el 28 de octubre de 2010. Posteriormente se enfocó al proyecto con nombre en clave Zwei (de origen alemán, en español: "dos"), el cual se anunció en abril de 2013 como The Evil Within. Asimismo anunció que sería su último proyecto como director; "solo puedo estar un tiempo como director y presidente de la compañía, e igualmente, quiero darles oportunidad a jóvenes desarrolladores...". El juego fue lanzado el 24 de octubre de 2014.

## Historial de trabajo de Mikami
- Hi-Fi Rush (2023) - Productor Ejecutivo
- Ghostwire: Tokyo (2020) - Productor Ejecutivo
- The Evil Within 2 (2017) Productor Ejecutivo
- The Evil Within (2014) - Director
- Shadows of the Damned (2011) - Productor Creativo
- Vanquish (2010) - Director
- MadWorld (2009) - Director Ejecutivo
- God Hand (2006) - Director Ejecutivo
- Phoenix Wright: Ace Attorney (2005) - Productor Ejecutivo
- Killer 7 (2005) - Historia, Productor Ejecutivo
- Resident Evil 4 (2005) - Director
- Resident Evil Outbreak File 2 (2004) - Diseñador
- Gyakuten Saiban 3 (2004) - Productor Ejecutivo
- Resident Evil Outbreak (2003) - Diseñador
- Dino Crisis 3 (2003) - Productor Ejecutivo
- Viewtiful Joe (2003) - Productor Ejecutivo
- P.N.03 (2003) - Director
- Gyakuten Saiban 2 - Productor Ejecutivo
- Resident Evil Zero (2002) - Consejero Ejecutivo
- Resident Evil (2002) - Director
- Viewtiful Joe 2 - Productor Ejecutivo
- Gyakuten Saiban (2001) - Productor Ejecutivo
- Devil May Cry (2001) - Productor Ejecutivo
- Resident Evil Gaiden (2001) - Consejero
- Onimusha: Warlords (2001) - Consejero
- Dino Crisis 2 (2000) - Productor Ejecutivo
- Resident Evil Code: Veronica (2000) - Productor
- Resident Evil 3: Nemesis (1999) - Productor
- Dino Crisis (1999) - Productor, Director
- Resident Evil 2 (1998) - Productor
- Resident Evil (1996) - Director
- Goof Troop (1994) - Diseño del juego
- Aladdin (1993) - Planificador (SNES version)
- Untitled F1 game (1992, cancelado) - Planificador
- Who Framed Roger Rabbit? (1991) - Planificador (versión Game Boy)
- Capcom Quiz: Hatena hatena no Daibôken (1990) - Planificador (versión Game Boy)